# Wohlfahrtiodes nudus
Wohlfahrtiodes nudus är en tvåvingeart som beskrevs av Villeneuve 1910. Wohlfahrtiodes nudus ingår i släktet Wohlfahrtiodes och familjen köttflugor.
Artens utbredningsområde är Egypten. Inga underarter finns listade i Catalogue of Life.